# Éléments de théorie et de méthode sociologique
Social Theory and Social Structure est un essai de sociologie de l'Américain Robert King Merton publié en 1949.
Cet ouvrage majeur a été désigné comme le troisième plus important publié par la discipline au XXe siècle à l'issue d'un sondage réalisé parmi les membres de l'Association internationale de sociologie en 1997. Il a été traduit en français par Henri Mendras sous le titre Éléments de théorie et de méthode sociologique, publié par Plon en 1953 puis augmenté en 1965.